# Adrian Dabasse
Adrian Dabasse, né le 27 juillet 1993 à Toulouse, est un footballeur français. Il évolue au poste d'attaquant à l'AS Nancy-Lorraine.

## Carrière
Après avoir inscrit neuf buts en vingt-sept matchs de CFA avec l'équipe réserve des Girondins de Bordeaux, Adrian Dabasse signe son premier contrat professionnel en avril 2015 avec les Chamois niortais.

## Statistiques
| Saison                | Club                  | Championnat           | Championnat | Championnat | Coupe nationale | Coupe nationale | Coupe de la Ligue | Coupe de la Ligue | Total | Total |
| Saison                | Club                  | Division              | M.          | B.          | M.              | B.              | M.                | B.                | M.    | B.    |
| 2015-2016             | Chamois niortais      | Ligue 2               | 12          | 1           | 2               | 0               | -                 | -                 | 14    | 1     |
| 2016-2017             | Chamois niortais      | Ligue 2               | 34          | 2           | 5               | 2               | 1                 | 0                 | 40    | 4     |
| 2017-2018             | Les Herbiers VF       | National              | 28          | 5           | 7               | 1               | -                 | -                 | 35    | 6     |
| 2018-2019             | Chamois niortais      | Ligue 2               | 0           | 0           | 0               | 0               | 0                 | 0                 | 0     | 0     |
| Total sur la carrière | Total sur la carrière | Total sur la carrière | 74          | 8           | 14              | 3               | 1                 | 0                 | 89    | 11    |

## Palmarès
- Coupe de France
  - Finaliste : 2018
- AS Nancy-Lorraine
  - Vainqueur championnat national 2024-2025